# Lasiopogon solox
Lasiopogon solox là một loài ruồi trong họ Asilidae. Lasiopogon solox được Enderlein miêu tả năm 1914. Loài này phân bố ở miền Ấn Độ - Mã Lai.